# Usinger Anzeiger
Der Usinger Anzeiger ist eine Lokalzeitung im Usinger Land (Hessen) und berichtet seit 1866 über regionale und nationale Geschehnisse. Die verkaufte Auflage beträgt 3516 Exemplaren, ein Minus von 45,2 Prozent seit 1998.
Die Zeitung berichtet vornehmlich aus den Kommunen Usingen, Grävenwiesbach, Neu-Anspach, Wehrheim, Schmitten im Taunus und Weilrod.
Gemeinsam mit dem Gelnhäuser Tageblatt, dem Gießener Anzeiger, dem Lauterbacher Anzeiger und dem Kreis-Anzeiger gehörte der Usinger Anzeiger bis zum 1. Oktober 2021 zur Zeitungsgruppe Zentralhessen, die zuletzt Teil der Verlagsgruppe Rhein Main war. Zu diesem Zeitpunkt wurde der Verkauf der Zeitungsgruppe Zentralhessen an die Zeitungsholding Hessen wirksam. In der Folge wurden die Redaktion des Usinger Anzeigers und die für den Hintertaunus zuständige Teilredaktion der Taunus-Zeitung zusammengelegt. Vorerst erscheinen beide Titel aber weiterhin getrennt. Bei der Taunus-Zeitung hatte es sich zuvor um das örtliche Konkurrenzmedium des Usinger Anzeigers gehandelt. Als Teil der Frankfurter Neuen Presse war sie bereits zuvor im Bestand der Zeitungsholding Hessen gewesen.
Der Usinger Anzeiger war Mitglied im BDZV.

## Auflage
Der Usinger Anzeiger hat wie die meisten deutschen Tageszeitungen in den vergangenen Jahren an Auflage eingebüßt. Sie beträgt gegenwärtig 3516 Exemplare. Der Anteil der Abonnements an der verkauften Auflage liegt bei 93,7 Prozent.
| 1998 | 1999 | 2000 | 2001 | 2002 | 2003 | 2004 | 2005 | 2006 | 2007 | 2008 | 2009 | 2010 | 2011 | 2012 | 2013 | 2014 | 2015 | 2016 | 2017 | 2018 | 2019 | 2020 | 2021 | 2022 | 2023 | 2024 |
| ---- | ---- | ---- | ---- | ---- | ---- | ---- | ---- | ---- | ---- | ---- | ---- | ---- | ---- | ---- | ---- | ---- | ---- | ---- | ---- | ---- | ---- | ---- | ---- | ---- | ---- | ---- |
| 6416 | 6282 | 6144 | 6056 | 5884 | 5776 | 5637 | 5699 | 5636 | 5564 | 5450 | 5372 | 5353 | 5244 | 5323 | 5245 | 5166 | 5060 | 4988 | 4901 | 4763 | 4524 | 4398 |      | 3865 | 3664 | 3516 |